# Punta Gallinas
Koordinaten: 12° 27′ 30,5″ N, 71° 39′ 53″ W
Punta Gallinas ist der nördlichste Punkt der Guajira-Halbinsel in Kolumbien und der nördlichste Punkt des südamerikanischen Festlandes. Es ist jedoch nicht der nördlichste Punkt des kolumbianischen Staatsgebietes, welcher in der Inselprovinz San Andrés und Providencia liegt.
Das Kap gehört administrativ zum Departamento de La Guajira. Es liegt in einer sehr ariden Region fernab größerer Orte; die nächste Stadt ist das kolumbianische Uribia etwa 100 km südwestlich von Punta Gallinas.